# Río Arbillas
El río Arbillas es un curso de agua del interior de la península ibérica, afluente del río Tiétar. Discurre por la provincia española de Ávila.

## Curso
El río, que discurre por la provincia de Ávila, tiene su origen en la sierra de Gredos. Tras pasar por los términos de Arenas de San Pedro y Poyales del Hoyo, toma un curso paralelo al del Tiétar antes de desembocar en dicho río en el municipio de Candeleda. Aparece descrito en el primer volumen del Diccionario geográfico-estadístico-histórico de España y sus posesiones de Ultramar de Pascual Madoz con las siguientes palabras:

ALBILLAS: r. de la prov. de Avila: nace en las sierras del O. de Arenas de S. Pedro, cab. de part. jud., y atravesando de N. á S. el térm. de Poyales del Hoyo, entra en el de la v. de Candeleda, caminando paralelamente con el r. Tietar de E. á O. por espacio de una bora, hasta desembocar en el mismo en el punto llamado Cornichivo, 1/2 hora dist. de la mencionada v., entre márg. escarpadas, y álveo arenoso: se le sacan cáuces para los riegos, particularmente en sus dos primeras leg. de estension, de las tres que corre hasta su confluencia con el Tietar: da movimiento á diferentes molinos harineros de Poyales del Hoyo, y á otros de pimiento; y prod. abundante y sabrosa pesca de barbos, anguilas, truchas, anchoas, y galápagos: tiene dos malísimos puentes de madera con estribos de piedra, uno inmediato á Poyales para la comunicacion con Candeleda y Vera de Plasencia, y el otro á 1/2 leg. de la segunda v. , para ir á tierra de Talayera de la Reina; ambos se hallan en mal estado, pero en el verano es vadeable el r. por cualquier punto.
(Madoz, 1845, p. 326)

Parte de su curso está protegido como reserva natural fluvial. Las aguas del río, perteneciente a la cuenca hidrográfica del Tajo, acaban vertidas en el océano Atlántico.